# Artur Bryliński
Artur Bryliński (ur. 1965) – polski przedsiębiorca związany z Warszawą, skazany na 25 lat za zabójstwo. Pierwowzór Adama, bohatera polskiego filmu fabularnego Dług Krzysztofa Krauzego.

## Życiorys
Jako ofiara zastraszeń, wymuszeń i pobić, nakłaniany przez prześladowców do kilku przestępstw, w sytuacji, gdy nie otrzymał od policji oczekiwanej pomocy, w marcu 1994 roku wspólnie ze Sławomirem Sikorą popełnił podwójne morderstwo na swoich oprawcach. Za tę zbrodnię w 1997 został skazany na 25 lat więzienia. Wyrok odbywał w Zakładzie Karnym we Włocławku. W latach 2000–2003 trzykrotnie zwracał się z prośbą do prezydenta Aleksandra Kwaśniewskiego o zmniejszenie kary w drodze łaski. 6 kwietnia 2006 wyszedł na wolność na mocy przedterminowego zwolnienia z zastosowaniem okresu próbnego do końca zasądzonego wyroku (2019). W sierpniu 2008 zastępca prokuratora generalnego Jerzy Szymański przedłużył mu przerwę w odbywaniu kary. Prezydent Polski Lech Kaczyński w 2006 roku zapowiedział jego ułaskawienie, którego nie dokonał na skutek negatywnych opinii sądów.
W grudniu 2010 Bryliński został ułaskawiony przez prezydenta Bronisława Komorowskiego.